# اس‌اس والترنو (۱۹۰۶)
اس‌اس والترنو (۱۹۰۶) (به انگلیسی: SS Volturno (1906)) یک کشتی بود که طول آن ۳۴۰ فوت (۱۰۰ متر) بود.